# ミンスク市電
ミンスク市電（ミンスクしでん、ベラルーシ語: Мінскі трамвай）は、ベラルーシの首都・ミンスクの路面電車。2020年現在、ミンスク市内の他の公共交通機関（地下鉄、バス、トロリーバス）と共に、国営単一企業であるミンスクトランス（ДП «Мінсктранс»）によって運営されている。

## 歴史
ミンスク市内の軌道交通の歴史は1892年5月10日に馬車鉄道が開通した事に始まる。この馬車鉄道は多くの住民に利用され、ロシア革命の影響を受けて1918年から1921年には一時的に運休を余儀なくされたものの、営業再開以降は1928年まで4つの系統が運行を続けた。この路線を電化・高規格化した上で1929年10月13日から営業運転を開始したのがミンスク市電である。開業時にはソ連国内で生産された2軸車が導入された。
路面電車の利用客は年々増加し、1930年の時点の年間利用客数は1,070万人だったものが、1939年には5,000万人に膨れ上がった。同年の時点で全長37 kmの路線網が都心と郊外を結び、車両数は70両を記録した。だが、第二次世界大戦（大祖国戦争）中、ドイツ軍による空爆や占領、そして赤軍との戦闘によりミンスクの街は破壊され、路面電車も車庫の損傷を始めとした甚大な被害を受けた。終戦後はモスクワやレニングラードの専門家からの支援を受けて急ピッチで復旧作業が行われ、1945年に全長11 km、7両の電車によって運行が再開された。
戦後は戦災からの復旧を経て路線網の拡大が始まり、1954年には市内に環状線が形成された。1956年の時点で路線の総延長は48 km、車両数は122両となり、本数も含めて戦前を超える規模となっていたが、1952年からはミンスク市内でトロリーバスの運行が始まり、多くの路線網が置き換えられる事となった。1984年には地下鉄（ミンスク地下鉄）開業に伴って、中心部の大通りから線路が撤去された。その一方で車両の近代化や増備は続き、1980年代後半には225両のボギー車が在籍していた。また残存した路線については線路や施設の改修が行われた他、1986年には再度の路線延伸も実施された。
ミンスク市電にはソ連末期から更なる路線の延伸計画が存在し、ベラルーシ独立後の2000年代以降も総延長62 kmとなる大規模な延伸計画が発表されているものの、予算を始めとする様々な理由から2020年の時点でも未だに実現には至っておらず、逆に1991年、2013年、2015年に一部区間の廃止が行われているのが現状である。ただし、地下鉄よりも安価な路面電車（ライトレール）の延伸に関する事業計画自体は進行しており、2019年にも新たな事業計画が策定されている。その一方で車両や既存施設の更新については積極的に行われており、後述の通り2020年時点で営業用の全車両がベラルーシの国産車両に統一されている他、同年以降路線バスやトロリーバスと共にプリペイド機能を備えた非接触式ICカードの本格導入が予定されている。

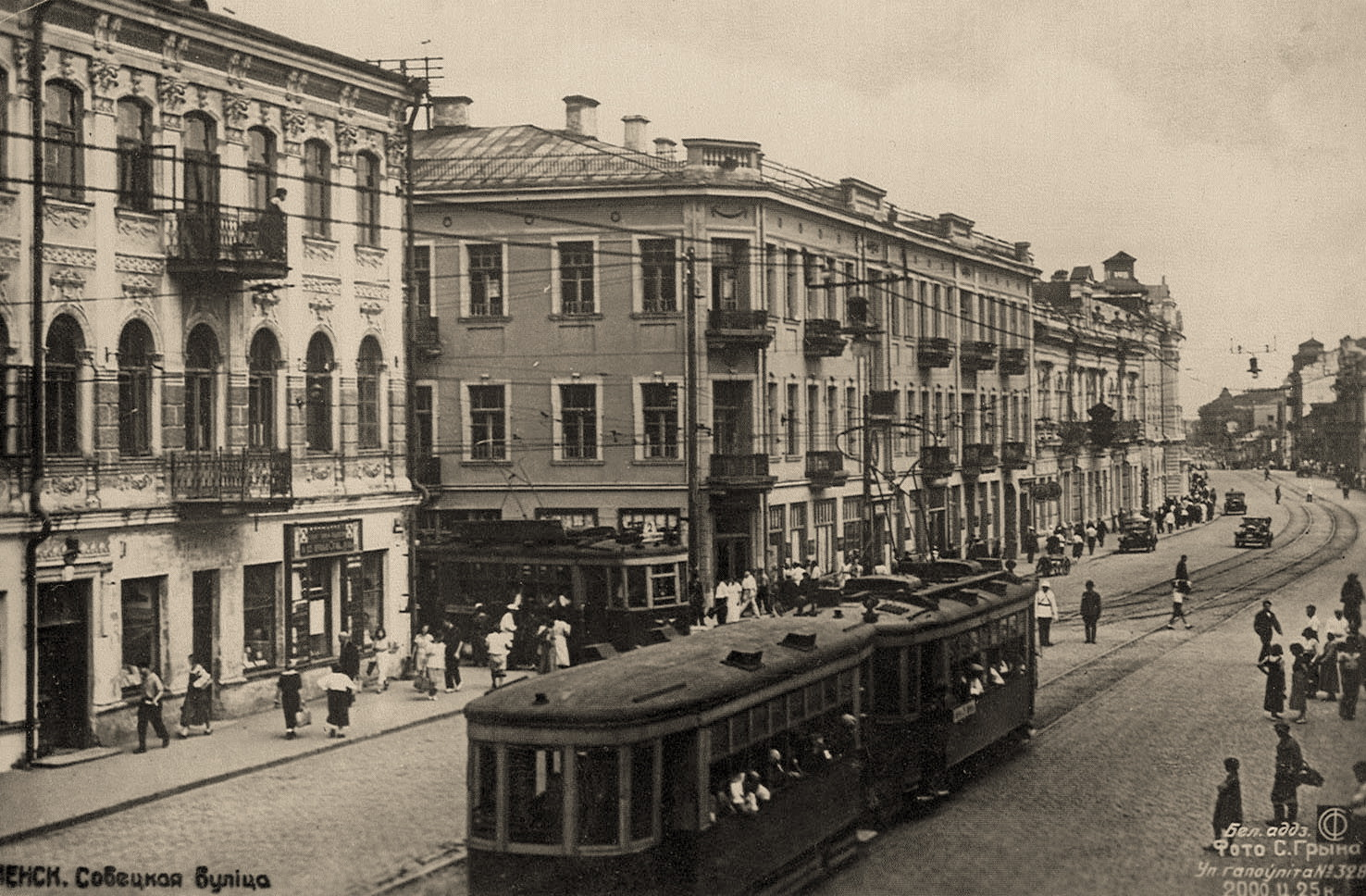
1930年代のミンスク市電
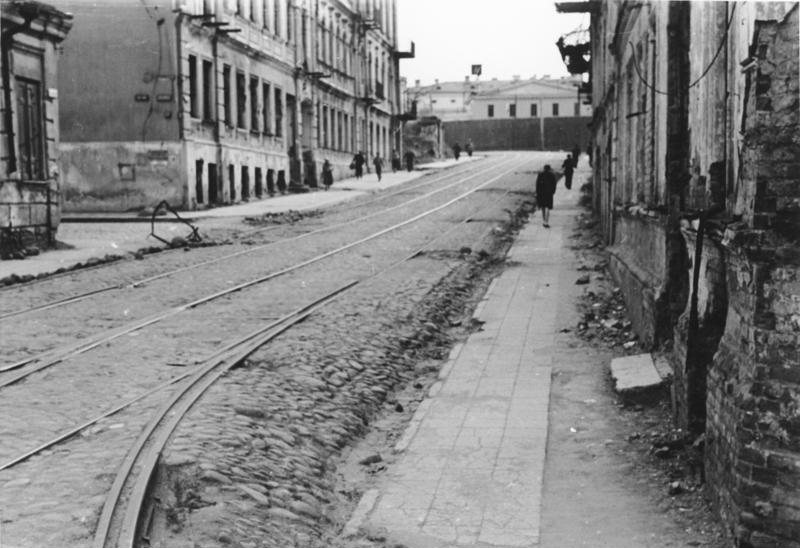
戦争により甚大な被害を被ったミンスク市内と路面電車（1943年撮影）
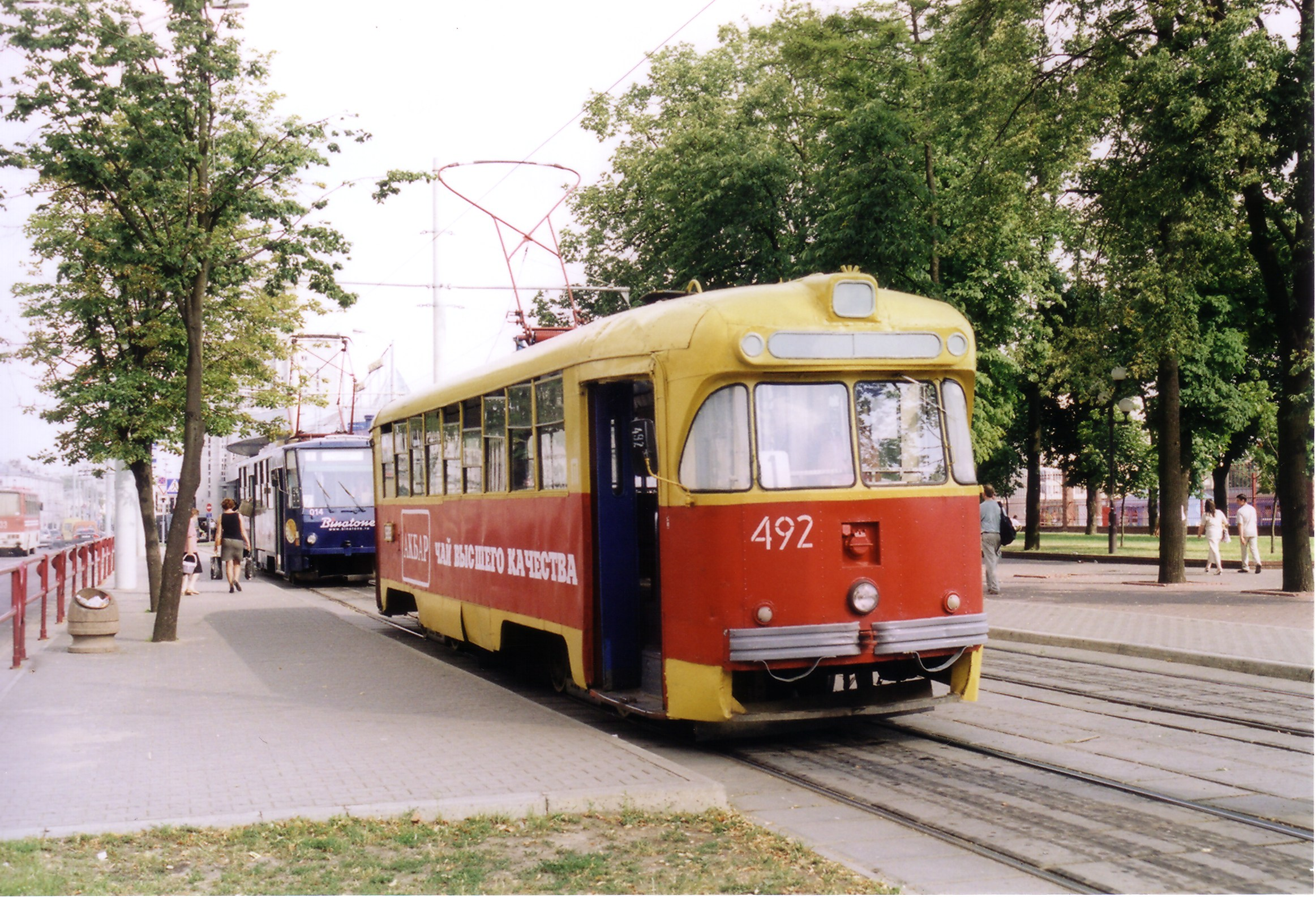
RVZ-6は長期に渡りミンスク市電の主力車両として活躍した（2005年撮影）

## 系統
2020年現在、ミンスク市電で運行している路面電車の系統は以下の通りである。
| 系統番号 | 起点          | 終点                  | 備考                                 |
| -------- | ------------- | --------------------- | ------------------------------------ |
| 1        | ДС Зялёны Луг | Плошча Мяснікова      |                                      |
| 3        | ДС Возера     | ДС Серабранка         |                                      |
| 4        | ДС Возера     | Плошча Мяснікова      |                                      |
| 5        | ДС Возера     | ДС Зялёны Луг         |                                      |
| 6        | ДС Серабранка | ДС Зялёны Луг         |                                      |
| 7        | ДС Серабранка | Плошча Мяснікова      |                                      |
| 9        | ДС Серабранка | Трактарны завод       | 平日の朝および午後の時間帯にのみ運行 |
| 11       | ДС Зялёны Луг | Праспект Незалежнасцi | 平日の朝および午後の時間帯にのみ運行 |

## 車両

### 現有車両
2020年現在、ミンスク市電で使用されている車両は全て2000年代以降にベラルーシ国内で製造されたものに統一されている。
- AKSM-60102 - ベラルーシの輸送用機器メーカーであるベルコムンマッシュが初めて量産を実施した路面電車車両。ミンスク市電には2002年から2011年まで132両の大量導入が実施された[8][13][6][14][15]。
- AKSM-743 - ベルコムンマッシュが初めて製造した連接車（3車体連接車）にして、車内の一部の床上高さを下げた部分超低床電車[注釈 1]。2002年に1両が試作された[8][13][14][15]。
- AKSM-843 - AKSM-743を基に、車体デザインや低床構造の拡大など設計の変更を行った部分超低床電車。ミンスク市電では2009年6月から営業運転を開始しており、2020年現在は5両が在籍する[13][14]。
- B85300M "メテリツァ" - シュタッドラー・ミンスクが展開している3車体連接式超低床電車（部分超低床電車）。ミンスク市電で使用されているのは2014年に製造され、2019年まで各地の路面電車で試運転が実施された試作車1両である[注釈 2][13][17][18]。
- T811 - ベルコムンマッシュが展開する超低床電車（ボギー車）。全長16.5 m、定員159人（着席35人）、出力は288 kWで、2025年1月から営業運転を開始した。以降、合計20両が導入される事になっている[19][20]。

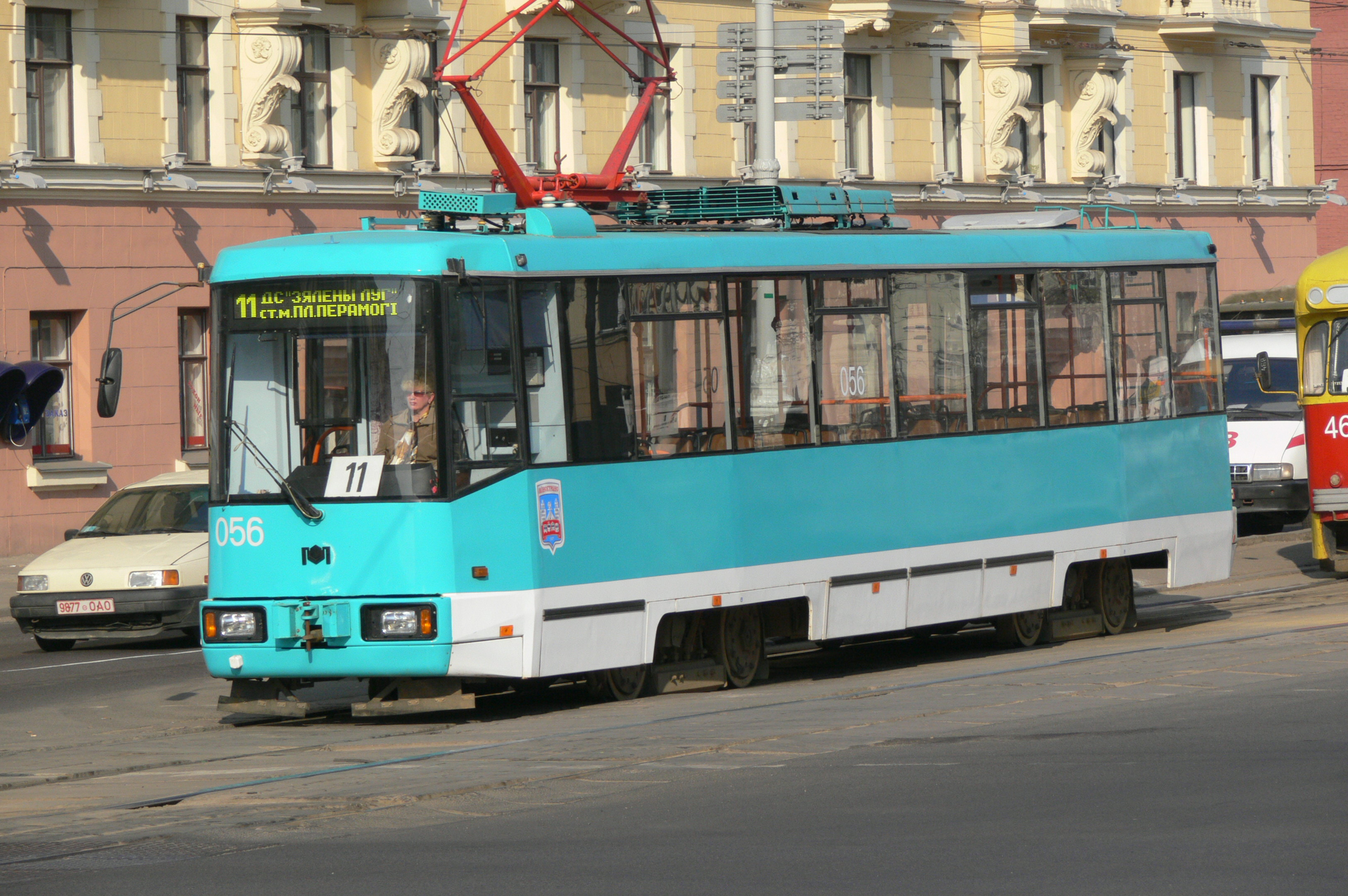
AKSM-60102
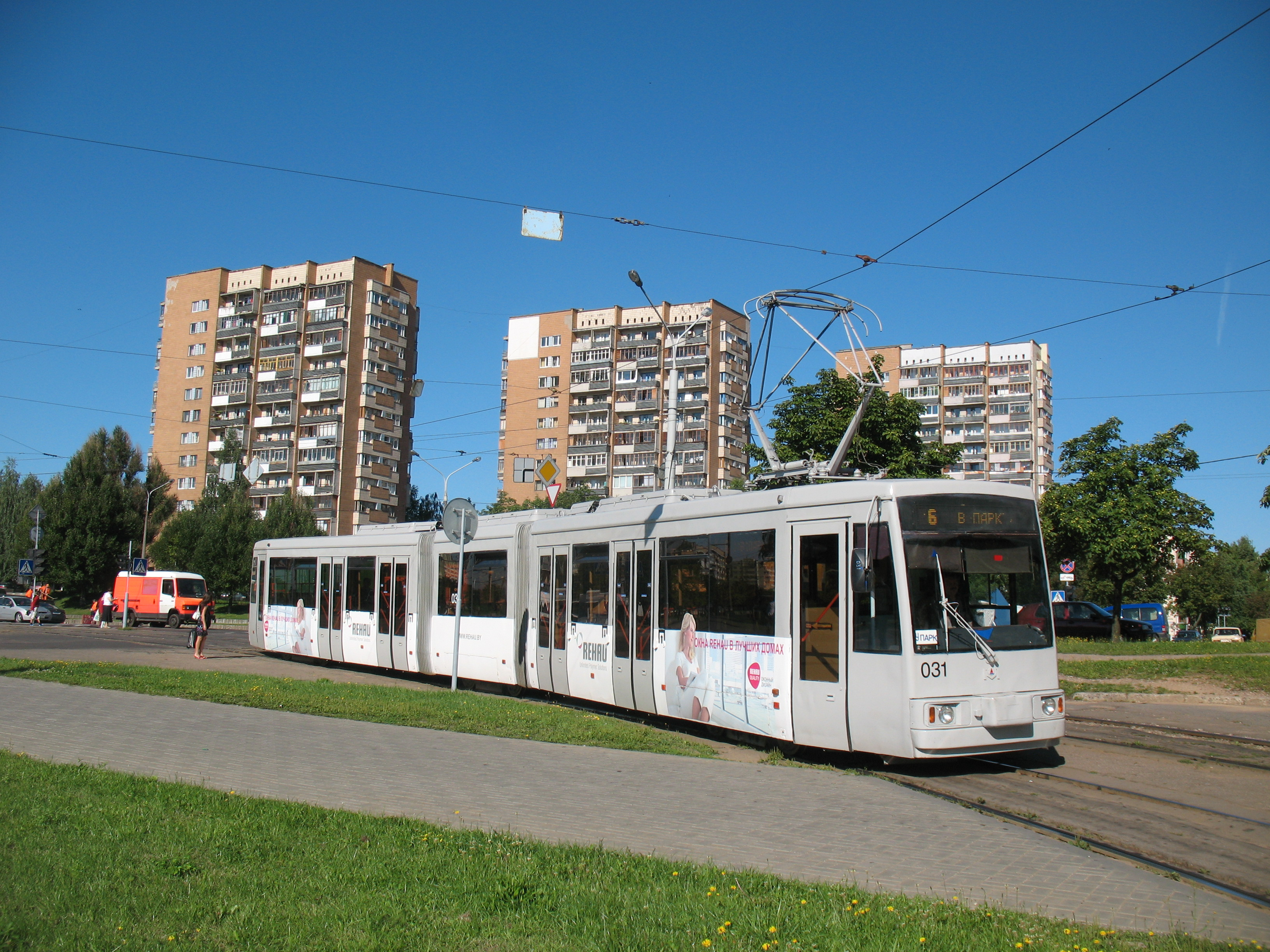
AKSM-743
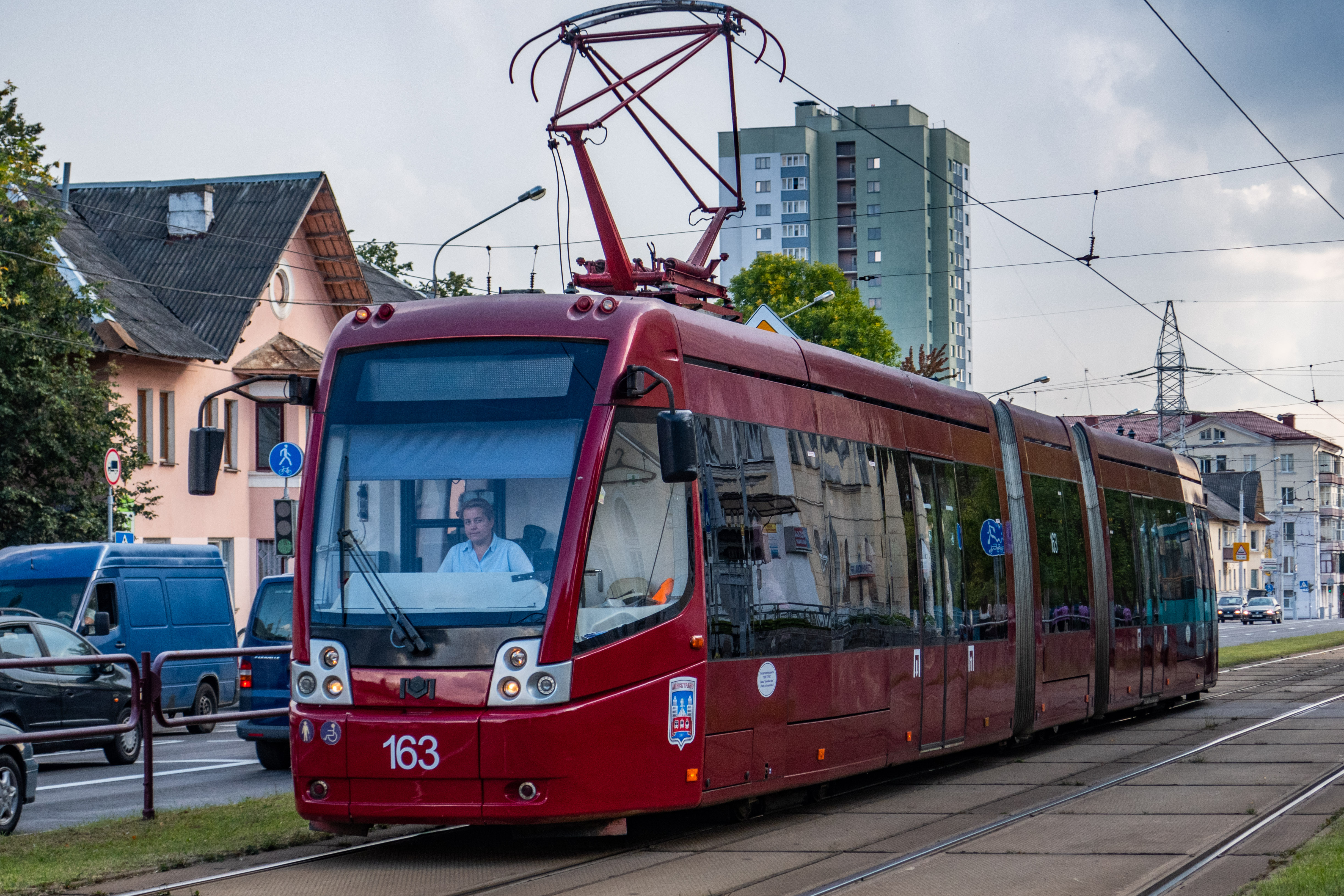
AKSM-843
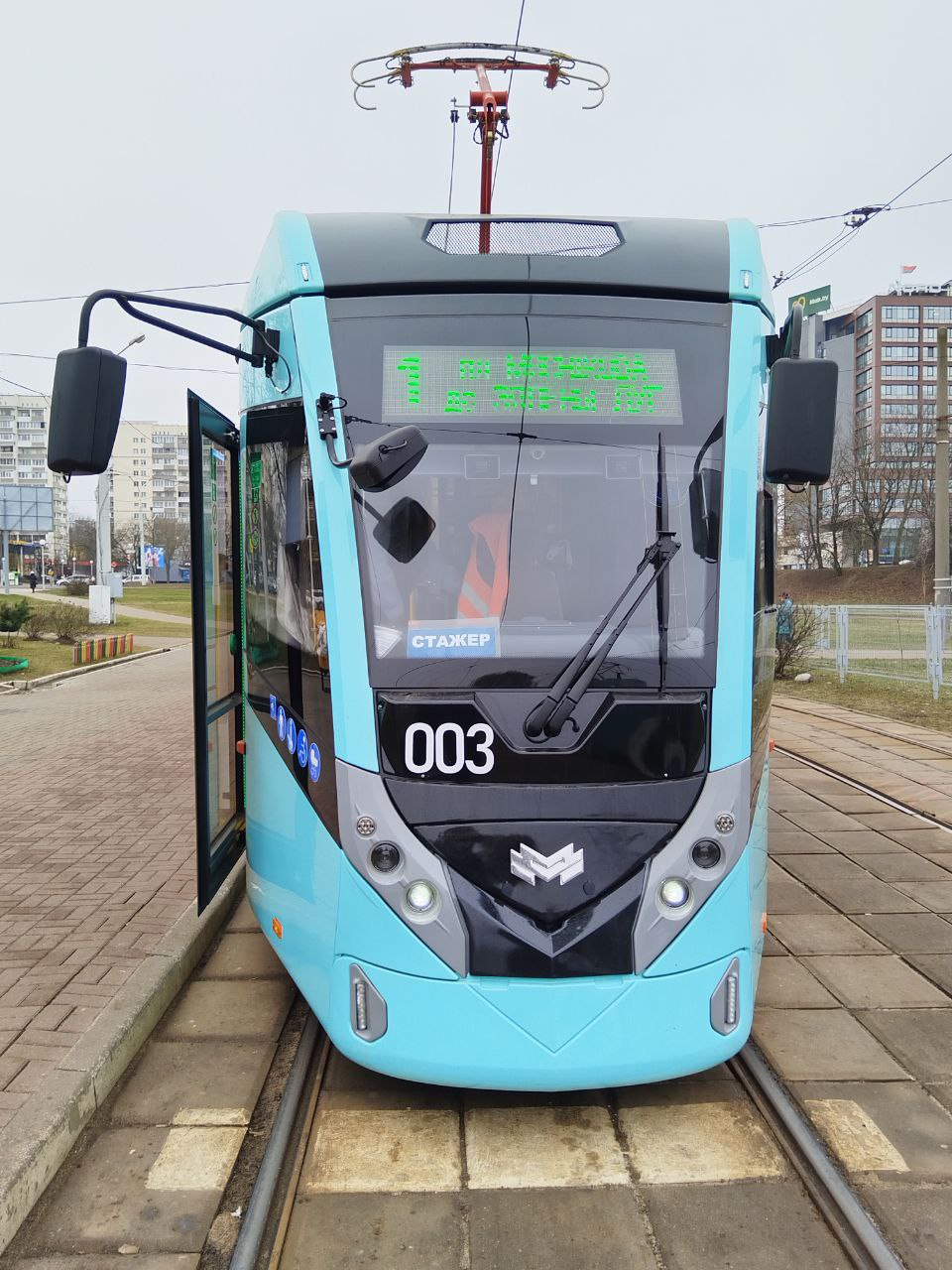
T811

### 過去の車両
ミンスク市電で営業運転を離脱した形式の一部は都市旅客輸送博物館（Музее городского пассажирского транспорта）に保存されている。
- Kh・M（Х・М） - ミンスク市電の開業時に用意された2軸車。当初は電動車のKh（Х）が、1930年以降は付随車のM（М）が導入された。大半の車両は戦災によって廃車されたが、残存した車両の一部は1955年から1956年にかけて新造車体への交換が行われ、1965年まで使用された[6]。
- KM・KP（КМ・КП）（ロシア語版） - 終戦後の1945年にモスクワ市電から譲渡されたボギー車。電動車のKM（КМ）と付随車のKP（КП）が使用された[6]。
- F（Ф）（ロシア語版） - ロシア帝国時代の1909年に製造された、モスクワ市電からの譲渡車両。1964年まで使用された[6]。
- KTM-1・KTP-1（КТМ-1・КТП-1） - 戦後にソ連各地に導入された2軸車。電動車のKTM-1（КТМ-1）と付随車のKTP-1（КТП-1）が使用された[6]。
- KTM-2・KTP-2（КТМ-2・КТП-2） - KTM-1・KTP-1の改良形式[6]。
- MTV-82 - リガ車両製作工場で製造された路面電車車両。ミンスク市電には1950年代後半から47両が導入され1979年まで営業運転に用いられた[6]。
- LM-49・LP-49（ЛМ-49・ЛП-49） - レニングラード（現：サンクトペテルブルク）の車両修理工場（→ペテルブルク路面電車機械工場）がソ連各地に向けて製造したボギー車。ミンスク市電には革命40周年を記念して1957年11月に1両ずつ導入された。2020年現在は電動車のLM-49が静態保存されている[6]。
- KTV-55・KTP-55（КТВ-55・КТП-55） - MTV-82を基に、キエフのキエフ電気輸送工場（Киевский завод электротранспорта）で製造されたボギー車。1960年代から1979年まで使用された[6]。
- RVZ-6（РВЗ-6） - リガ車両製作工場製の路面電車車両。2度の設計変更を挟みながら1960年から1988年まで262両の大量導入が行われ、特に1979年から1991年まではミンスク市電の営業用全車両がRVZ-6に統一されていた。2020年現在1両が都市旅客輸送博物館に保存されている[8][13][6][14]。
  - RVZ-DEMZ（РВЗ-ДЭМЗ） - RVZ-6（RVZ-6M2）のうち、15両については1999年から2003年にかけてジェルジンスキー実験機械工場（Дзержинском экспериментально-механическом заводе、ДЭМЗ）で新造車体への更新が実施され、未更新車両が全車廃車されて以降も2008年まで使用された[6][14]。
- タトラT6B5SU - チェコスロバキア（現：チェコ）製のČKDタトラがソ連および旧ソ連各国へ向けて展開した路面電車車両。ミンスク市電には1991年から1996年まで24両が導入されたが、ベルコムンマッシュ製車両の大量導入に伴い営業運転を離脱し、1両が保存された他、一部はロシア連邦の各都市に譲渡された[13][6][14][22]。
- KTM-8（71-608K） - ロシア連邦製の路面電車車両。1994年に1両が導入された[8][6]。
- GT8D - 元は1969年に製造されたドイツ（旧：西ドイツ）のカールスルーエ市電（ドイツ語版）の3車体連接車。在籍車両の状態悪化により車両不足に陥ったミンスク市電へ向けて2002年に10両が譲渡された。2020年現在は1両が市電の車庫で動態保存されている[8][13][6][14]。
- AKSM-1M - ベルコムンマッシュによって2000年に4両製造された、ベラルーシ初の国産路面電車車両。AKSM-60102の試作車に該当する形式で、2019年現在は既に営業運転を離脱し、1両が都市旅客輸送博物館に保存されている[14][21]。

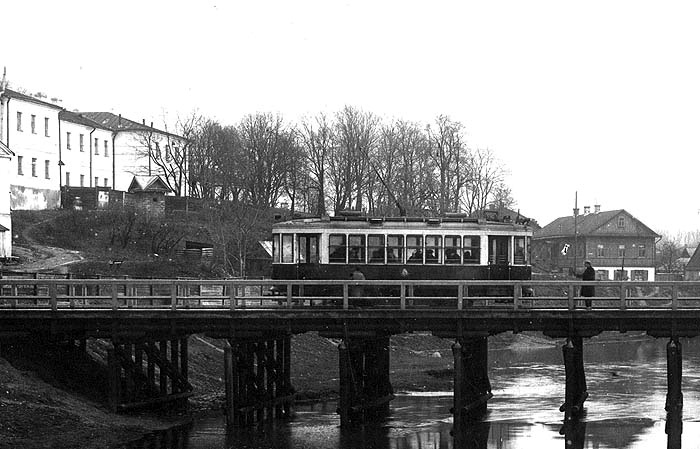
Kh（1929年撮影）
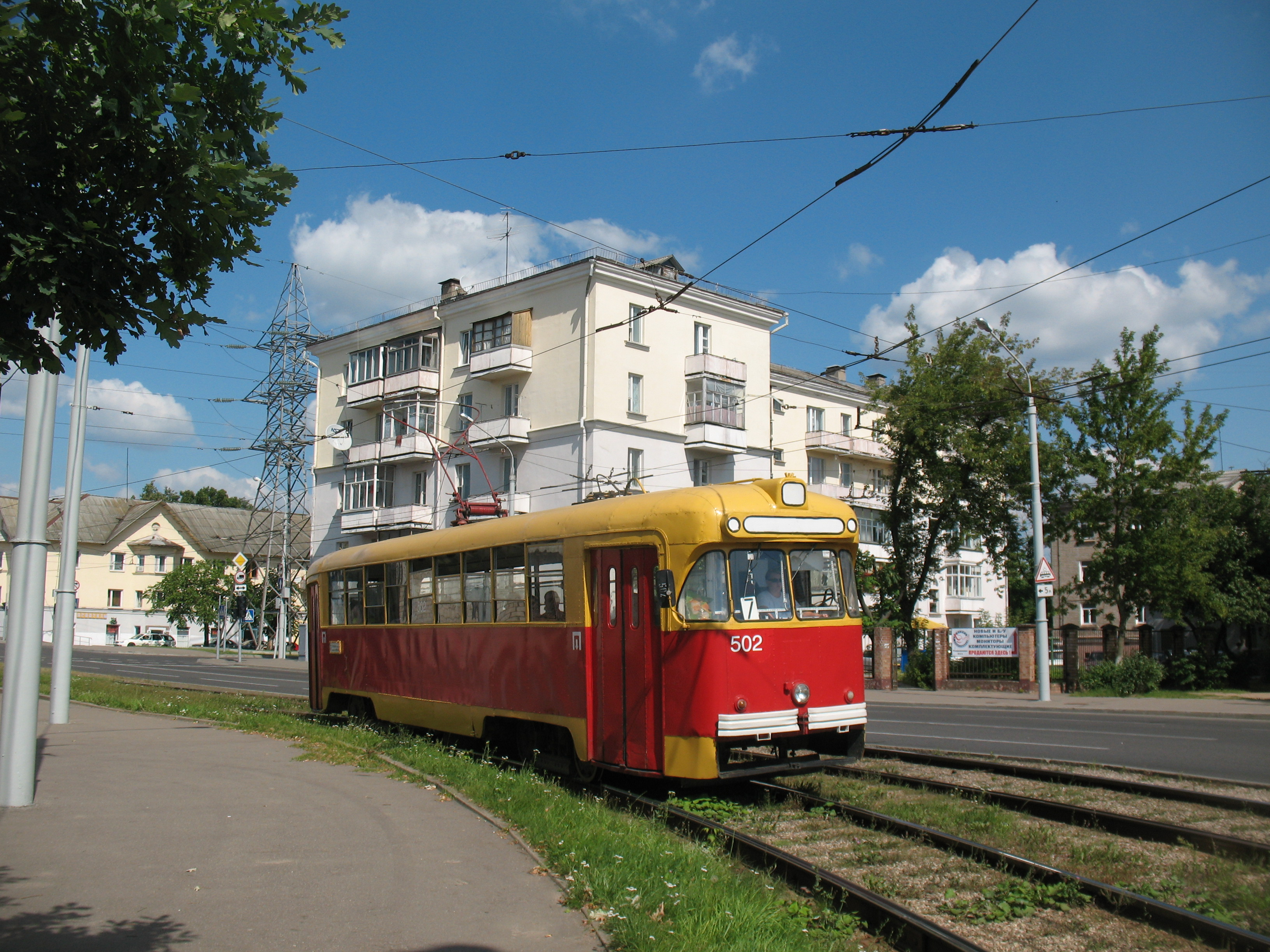
RVZ-6（2007年撮影）
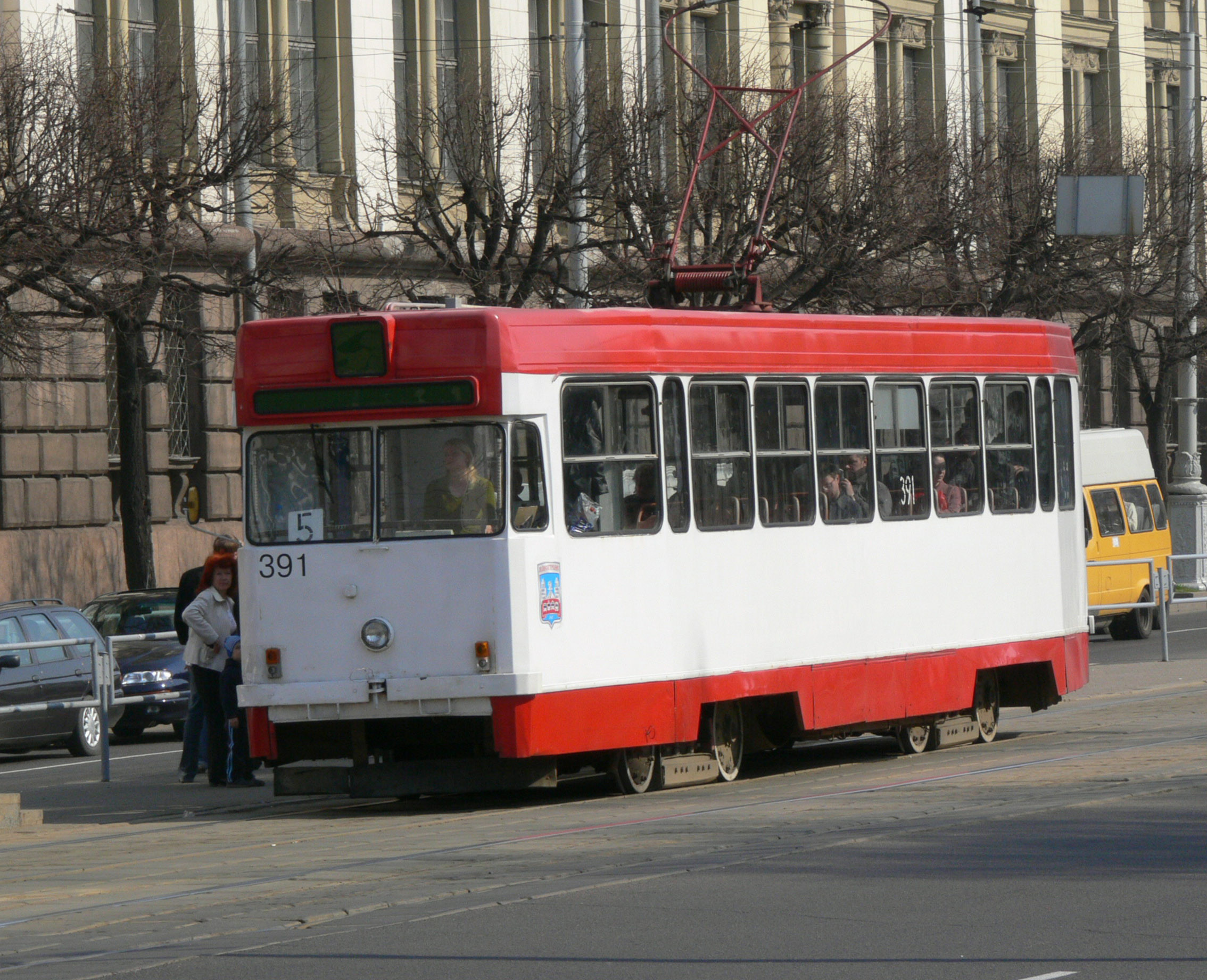
RVZ-DEMZ（2006年撮影）
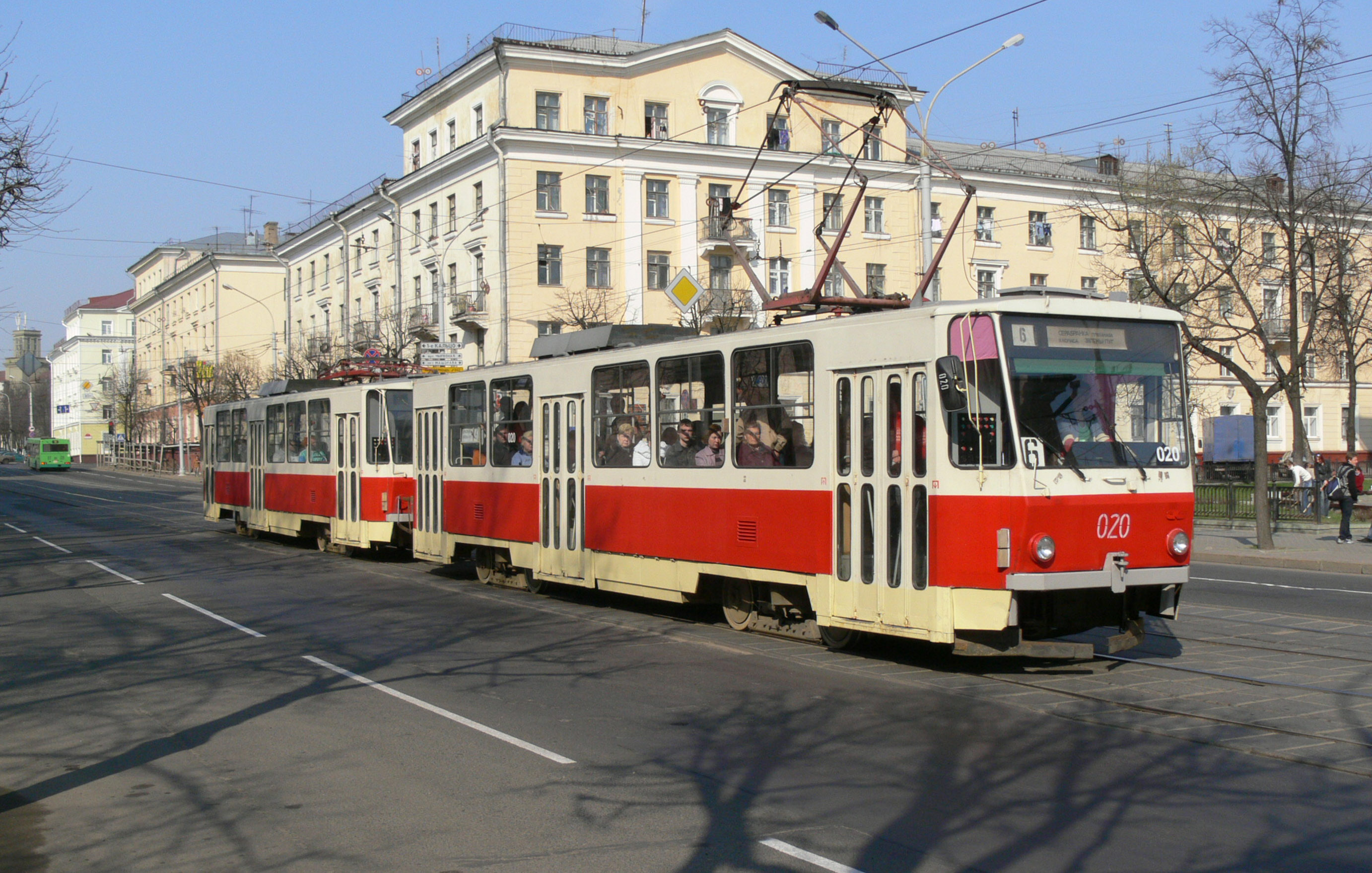
タトラT6B5（2006年撮影）
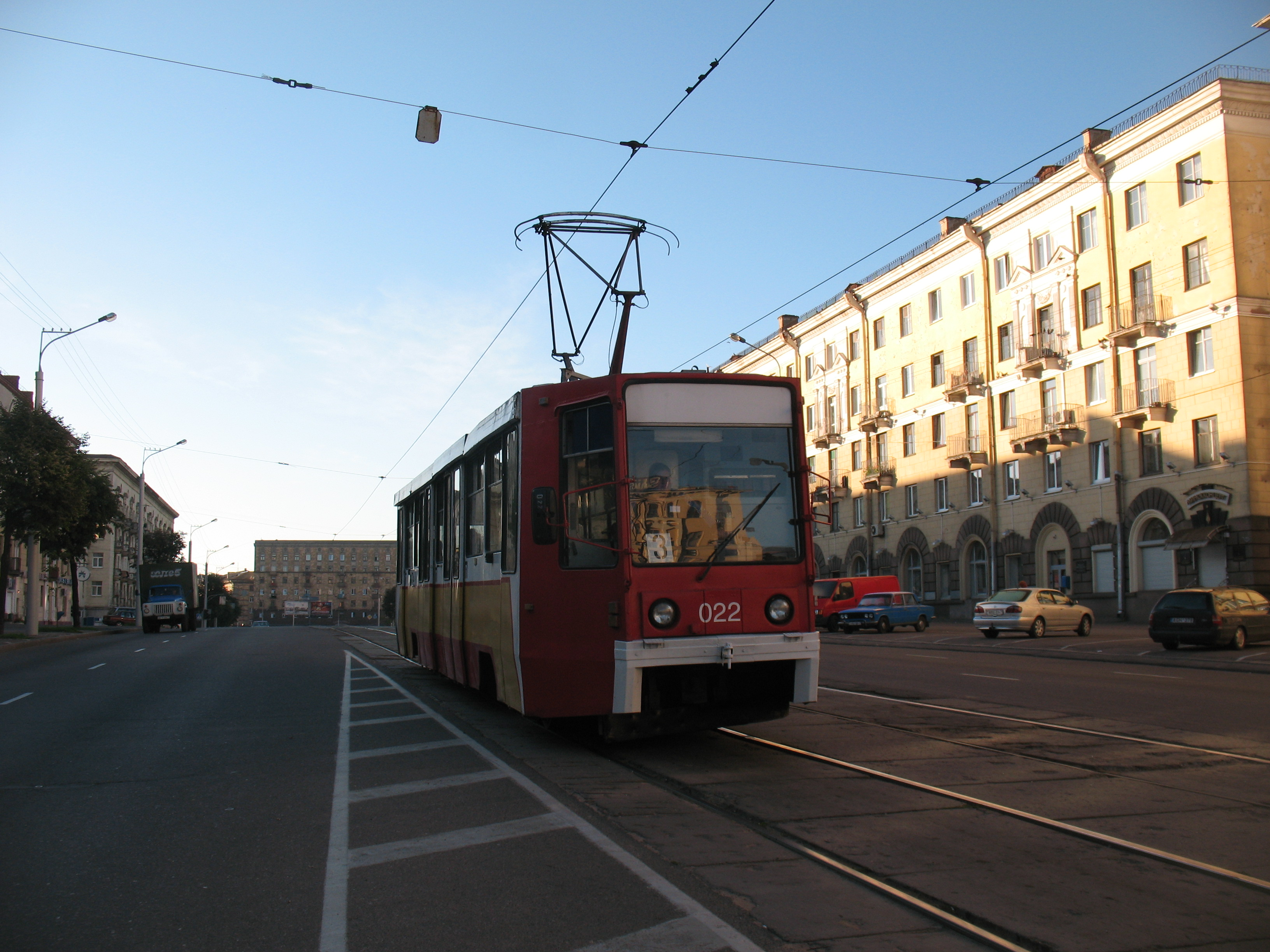
71-608K（2007年撮影）
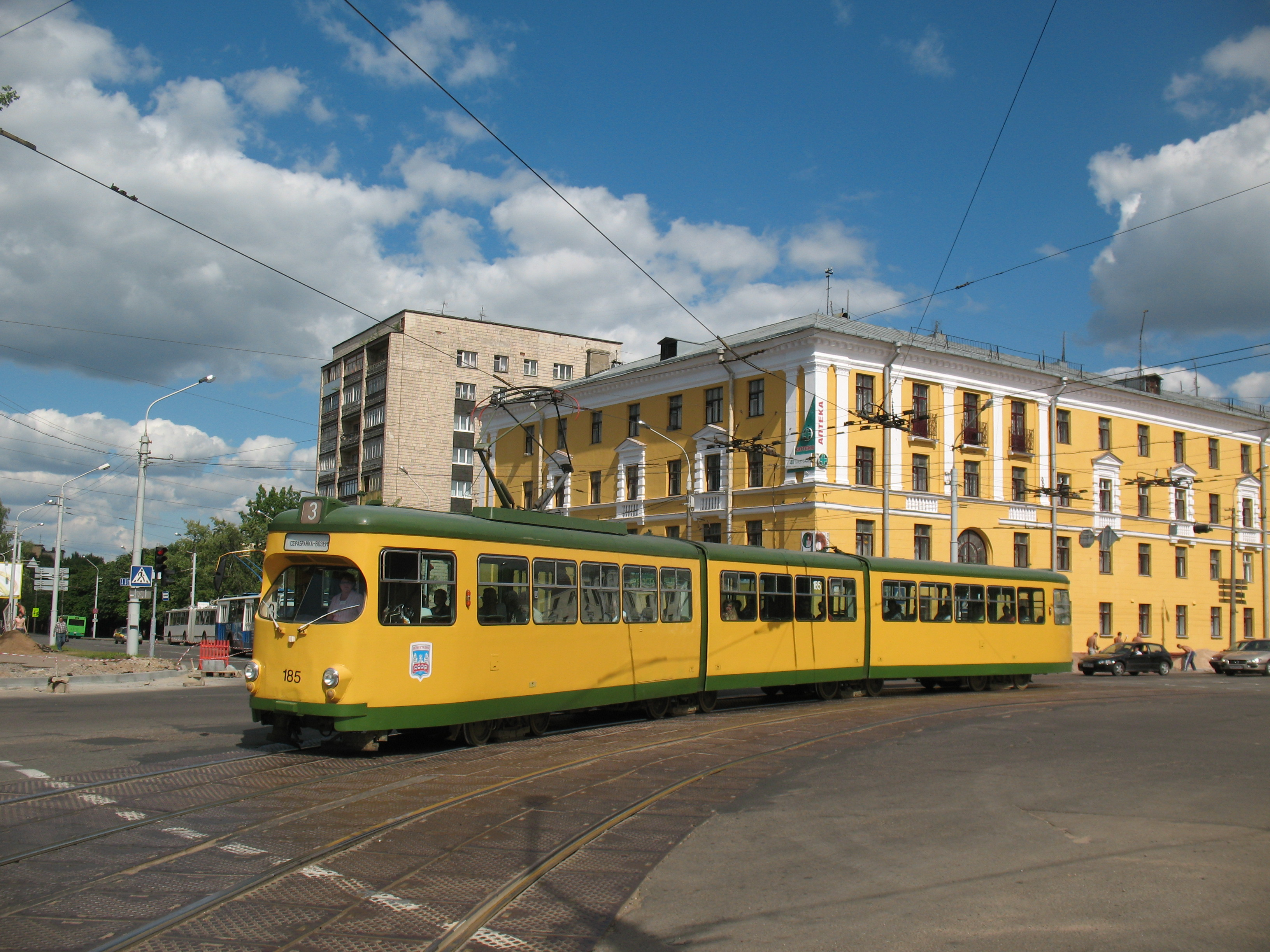
GT8D（2007年撮影）
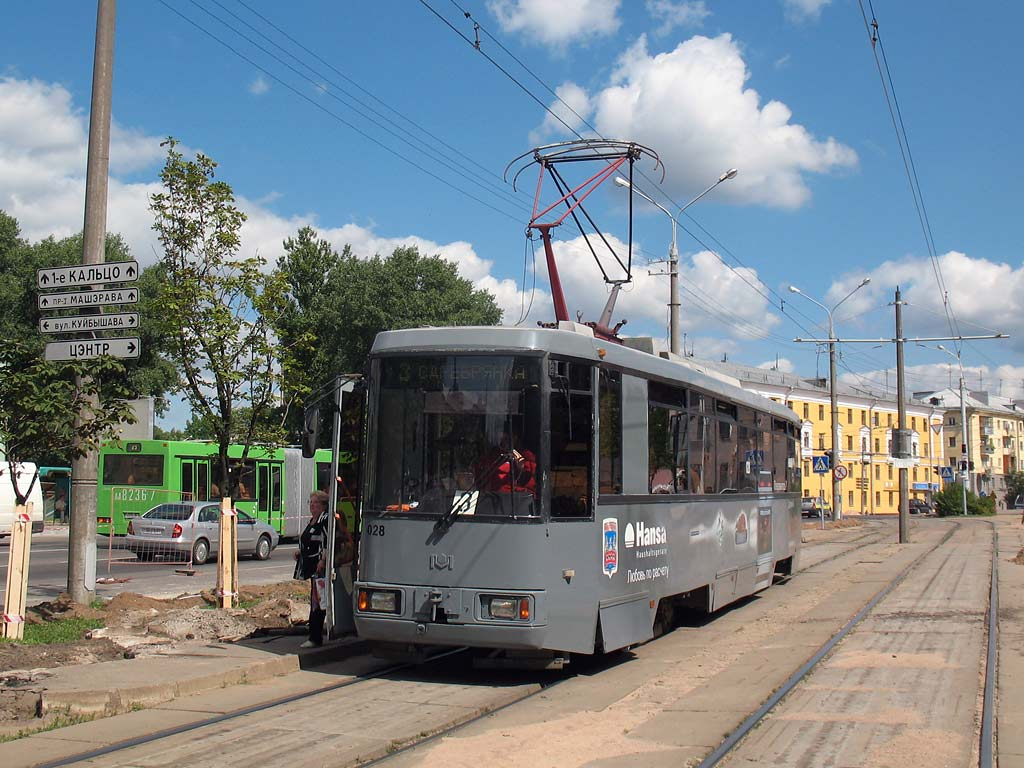
AKSM-1M（2007年撮影）